# Γ-ヒドロキシ吉草酸
γ-ヒドロキシ吉草酸（γ-hydroxyvaleric acid、GHV）は、向精神薬および合成麻薬の一つで、化学構造および薬理学的にγ-ヒドロキシ酪酸(GHB)とγ-アミノ酪酸(GABA)の双方に関連する化合物である。